# Maslandapur
Maslandapur là một thị trấn thống kê (census town) của quận North Twentyfour Parganas thuộc bang Tây Bengal, Ấn Độ.

## Nhân khẩu
Theo điều tra dân số năm 2001 của Ấn Độ, Maslandapur có dân số 9507 người. Phái nam chiếm 51% tổng số dân và phái nữ chiếm 49%. Maslandapur có tỷ lệ 78% biết đọc biết viết, cao hơn tỷ lệ trung bình toàn quốc là 59,5%: tỷ lệ cho phái nam là 84%, và tỷ lệ cho phái nữ là 72%. Tại Maslandapur, 9% dân số nhỏ hơn 6 tuổi.